# Jaffar Namdar
Djaffar Namdar/Jaffar Namdar/Jafar Namdar, né le 2 juillet 1934 à Téhéran et mort le 1er janvier 2014, est un arbitre iranien de football. Lors de la Coupe du monde 1974, lors du match Australie-Chili, il mit trois cartons jaunes au lieu de deux pour un rouge au joueur australien Ray Richards, ce qui créa une polémique, car l'Australie fut favorisée et cela permit le match nul entre les deux équipes (0-0). L'arbitre de touche, Clive Thomas, s'aperçut de l'erreur et informa Namdar de cette erreur. De 1970 à 1980, il fut le chef du comité des arbitres iraniens.

## Carrière
Il a officié dans des compétitions majeures : 
- Jeux olympiques de 1972 (2 matchs)
- Coupe du monde de football de 1974 (1 match)
- Jeux olympiques de 1976 (1 match)
- Coupe du monde de football de 1978 (1 match)